# Islam u Hrvatskoj
Islam u Hrvatskoj danas je izuzetno retka pojava. Po spisku stanovništva 2011. u Hrvatskoj živi 9 647 Hrvata islamske vere. Većina potomaka ljudi iz Hrvatske, BiH, Srbije i Crne Gore koji su tokom turske okupacije prešli na islam danas se u nacionalnom smislu oseća Bošnjacima, dok mali broj njih imaju formiran hrvatski ili srpski nacionalni identitet. Bosanskim se muslimanima tokom ustaškog režima (1941.-1945) intenzivno nametao hrvatski identitet, ali njega nikada nisu prihvatile široke mase, već samo intelektualna elita.

## Istorija
Islam na hrvatske etničke prostore dolazi prodorom Turaka. On uglavnom nije nametan silom, već su se prelaskom na isti dobivale zemlja i razne druge privilegije. To je razvilo antagonizam (mržnju, sukobe) hrišćana prema muslimanima. Često se u narodu zovu poturicama ili Turcima, a najveći hrvatski i srpski nacionalni heroji bili su borci protiv Turaka koji su doneli islam na Balkan. To je sprečavalo muslimane u formiranju hrvatskog ili srpskog nacionalnog identiteta, bez obzira na zajednički jezik. Očigledno, ni srpska ni hrvatska nacionalna ideologija nisu mogle da ističu većinske zahteve na Bosnu i Hercegovinu bez pridobijanja muslimana. Otuda su proistekli zahtevi za „nacionalizacijom“ muslimana, to jest za njihovim svrstavanjem bilo u hrvatsku ili u srpsku nacionalnost. Rezultat tih sporova bilo je bošnjaštvo, kao prvo odbrambeno sredstvo ponosnih muslimanskih spahija protiv nacionalnih pokreta nekadašnjih njihovih hrišćanskih podložnika.
Godine 2009. objavljena je knjiga Nade Kisić Muslimani i hrvatski nacionalizam koja opisuje odnos prema bosanskim muslimanima u vreme ustaškog režima. Nakon pada NDH broj muslimana koji se smatraju Hrvatima je minoran (par hiljada).

## Poznati Hrvati muslimani
- Safvet-beg Bašagić
- Džafer-beg Kulenović
- Ademaga Mešić